# كونشالي (تشيلي)
كونشالي (بالإسبانية: Conchalí)‏ هي بلدية تقع في تشيلي في Santiago Province.[بحاجة لمصدر] يقدر عدد سكانها بـ 133,256 نسمة ومساحتها 70.7 كم2 .

## توأمة
لكونشالي (تشيلي) اتفاقيات توأمة مع:
- ليغانيس

## أعلام
- ألبرت أسيفيدو
- جيرالدين غونزاليس